# Prundaș de nămol

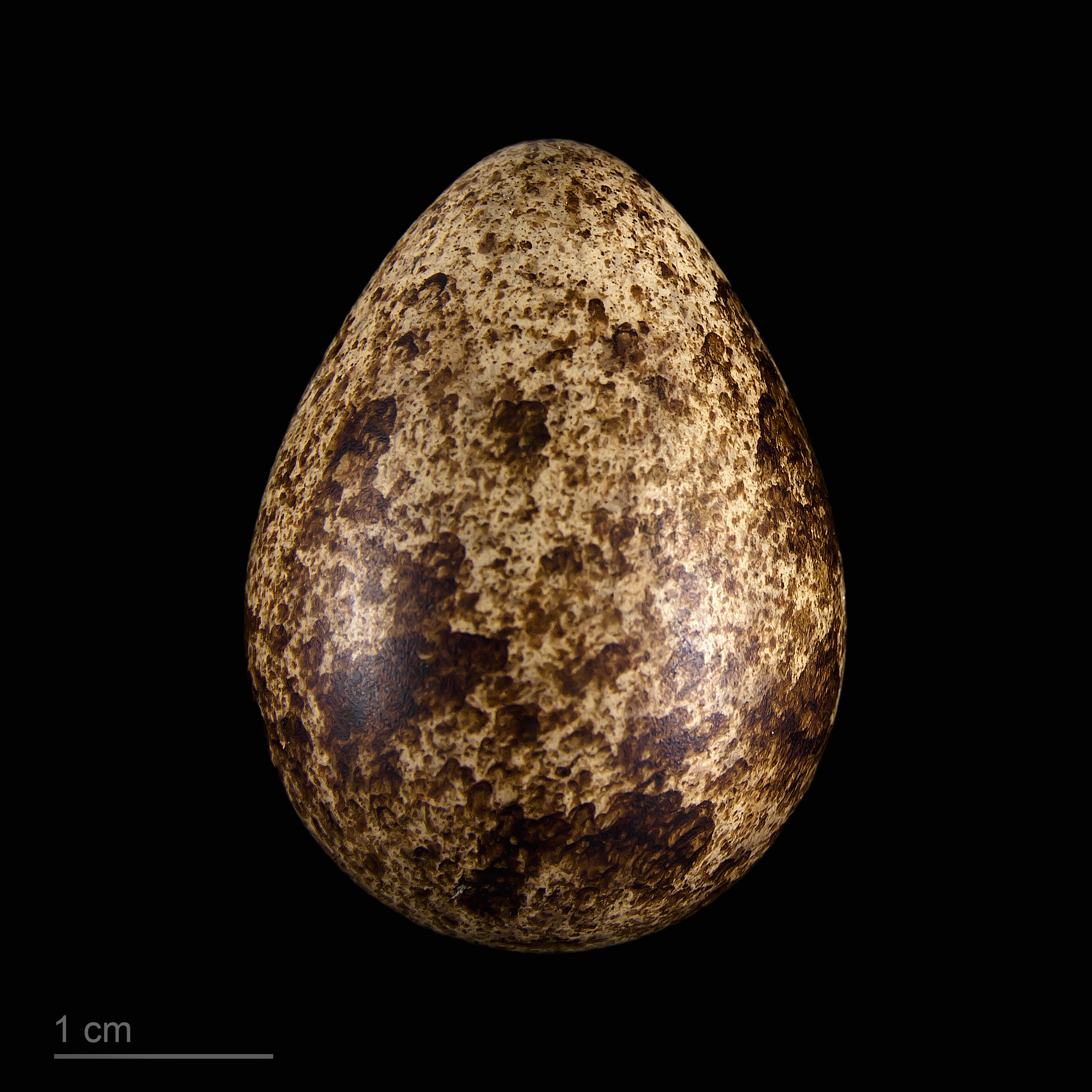
Limicola falcinellus falcinellus - MHNT

Prundașul de nămol sau fugaciul de mlaștină (Limicola falcinellus) este o pasăre migratoare limicolă de talie mică (16 cm), din familia scolopacidelor (Scolopacidae), ordinul caradriiformelor (Charadriiformes), care cuibărește vara în turbăriile umede din taigaua nordului Europei și Siberiei și iernează în nordul și nord-estul Africii, sudul și sud-estul Asiei până-n regiunea indo-malaieză. În sezonul cald penajul este roșcat, cu dungi întunecate pe spinare și pe cap. În sezonul rece are spinarea cenușie, sprânceana și gușa albe, aripa fără bandă albă dar cu o pată întunecată la îndoitură, rădăcina cozii întunecată. 
În România este o pasăre de pasaj, se întâlnește în sezonul rece pe litoral și pe malul lagunelor în mici stoluri.